# 水槽 (MUCCの曲)
「水槽」（すいそう）は、ムックの5枚目のシングル。

## 概要
2002年6月9日に告知無しで発売された。
6900枚限定販売。

## 収録曲
1. 水槽
（作詞・作曲：ミヤ）
  - 演奏終了後数秒の無音の後に会話が収録されており、会話が終わってすぐ再び水槽が始まる。2004年発売の『葬ラ謳』限定版、2017年発売の『新葬ラ謳』の２回再録されている。